# カーター・キャップス
カーター・ルイス・キャップス（Carter Lewis Capps, 1990年8月3日 - ）は、アメリカ合衆国ノースカロライナ州レノア郡キンストン出身の元プロ野球選手（投手）。右投右打。

## 経歴

### プロ入り前
ノース・ルノアール高等学校時代は2番手捕手だった。マウント・オリーブ大学入学後に投手に転向し、アメリカ大学野球選抜に対し3回5奪三振の活躍を見せた。

### プロ入りとマリナーズ時代

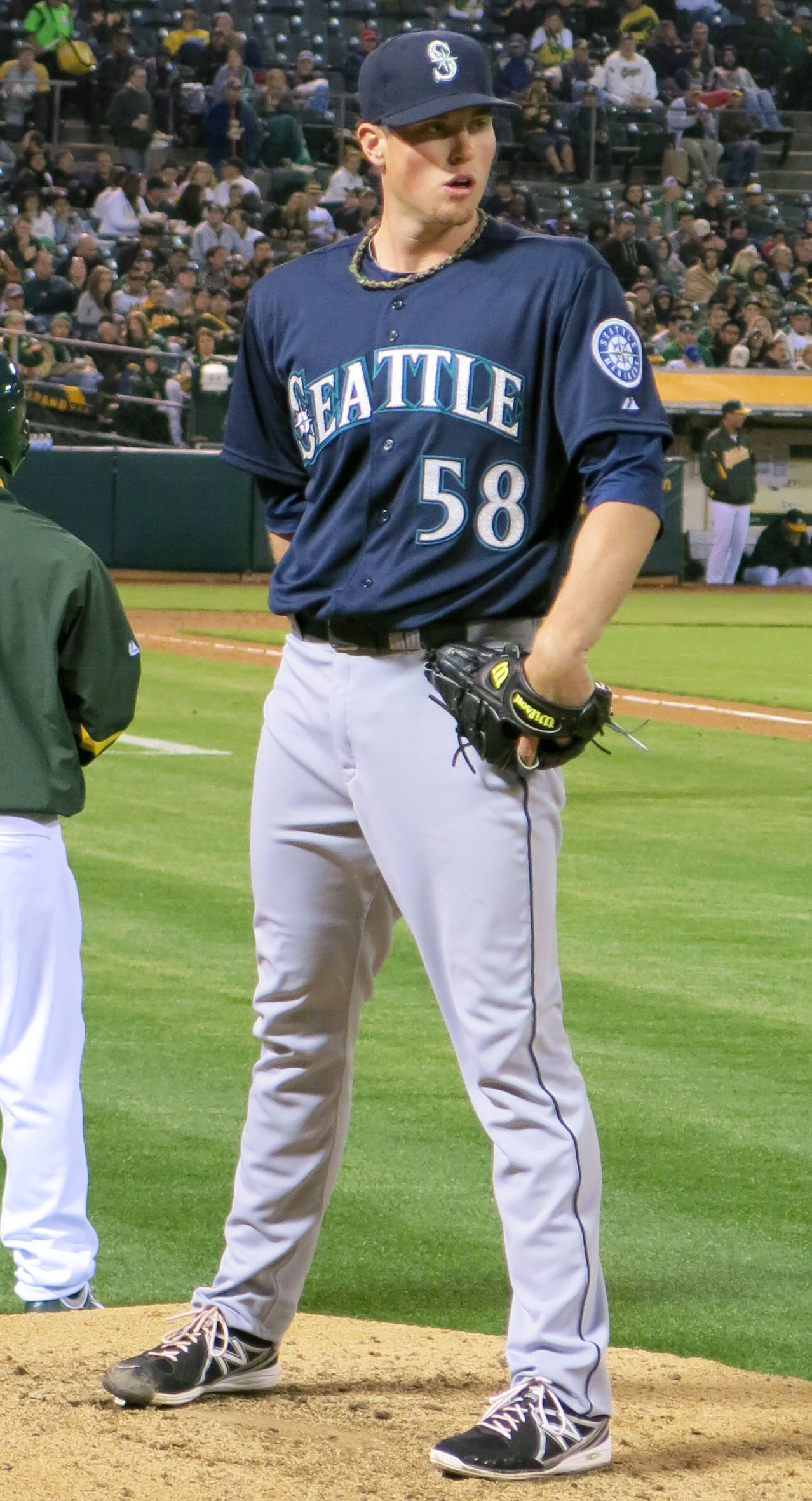
2013年4月2日

2011年のMLBドラフト3巡目（全体121位）でシアトル・マリナーズから指名され、8月9日に入団。A級クリントン・ランバーキングスで先発として4試合に登板した。
2012年はAA級ジャクソン・ジェネラルズで抑えとしてプレーし、38試合に登板して防御率1.26、19セーブを記録した。その後AAA級タコマ・レイニアーズで1試合に登板し、7月31日にメジャーに初昇格。8月3日のニューヨーク・ヤンキース戦に初登板した。同年のサザンリーグにおけるベスト・リリーフに選ばれた。

### マーリンズ時代
2013年12月11日にローガン・モリソンとのトレードで、マイアミ・マーリンズに移籍したことが報道され、12月13日に球団が発表した。
2014年3月25日に傘下のAAA級ニューオーリンズ・ゼファーズへ配属され、そのまま開幕を迎えた。開幕後はAAA級ニューオーリンズで7試合に登板し、防御率1.64と好投。リリーフを務めていたアルキメデス・カミネーロの不調もあり、4月23日にメジャーへ昇格。昇格後は9試合に登板していたが、5月27日に右肘の故障で15日間の故障者リスト入りした。6月4日に60日間の故障者リストへ異動した。
2015年は30試合にリリーフ登板し、防御率1.16・WHIP0.81という素晴らしい数字をマーク。31.0イニングで7四球に留めた一方、とてつもないペースで三振を奪って奪三振率16.8という数字を記録。ピッチングフォーム (後述) の話題性も相まって、一躍ブレイク・イヤーとなった。
2016年のスプリングトレーニング中に右肘のトミー・ジョン手術を受けた。

### パドレス時代
2016年7月29日にアンドリュー・キャッシュナー、コリン・レイ、タイロン・ゲレーロとのトレードで、ジャレッド・コザート、ルイス・カスティーヨ、ジョシュ・ネイラーと共にサンディエゴ・パドレスへ移籍した。この年は60日間の故障者リストに入ったままシーズンを終えた。
2017年は2年ぶりにメジャーに復帰し、11試合に登板して防御率6.57・7奪三振の成績を残した。
2018年3月26日に40人枠を外れる形でAAA級エル・パソ・チワワズへ配属された。このシーズンの終了後に引退。

### 引退後
引退後は野球のトレーニング施設「ドライブライン・ベースボール」のプライベートトレーナーとピッチングアナリストの職を得た。
2021年にはニューヨーク・メッツの傘下ルーキーリーグの投手コーチとして招聘。
2023年時点ではシアトル大学の投手コーチを務めている。

## 投球スタイル
最速101.2mph（約162.9km/h、2015年7月12日計測）のフォーシームと80mph前半のナックルカーブ、80mph中盤のスライダーを投げ、高い奪三振率を誇る。また、独特なモーションにより投球中に軸足でジャンプするようにしてホームベースまでの距離を稼ぐため、反則投球ではないかと物議を醸したが、MLB機構より正式に認められた。このようにして他の投手よりリリースポイントが前にあるため、2015年は速球の平均の体感速度がアロルディス・チャップマンを超え、両リーグ1位であった。しかし、この投げ方は2017年にルールが改正され不正投球とみなされることになった。この「カーター・キャップスルール」は2021年にNPBでも採用されている。
デビュー以来奪三振率は毎年10を超えている一方で与四球が多いことが課題であったが、年々改善された。

## 詳細情報

### 年度別投手成績
| 年 度    | 球 団    | 登 板 | 先 発 | 完 投 | 完 封 | 無 四 球 | 勝 利 | 敗 戦 | セ 丨 ブ | ホ 丨 ル ド | 勝 率 | 打 者 | 投 球 回 | 被 安 打 | 被 本 塁 打 | 与 四 球 | 敬 遠 | 与 死 球 | 奪 三 振 | 暴 投 | ボ 丨 ク | 失 点 | 自 責 点 | 防 御 率 | W H I P |
| -------- | -------- | ----- | ----- | ----- | ----- | -------- | ----- | ----- | -------- | ----------- | ----- | ----- | -------- | -------- | ----------- | -------- | ----- | -------- | -------- | ----- | -------- | ----- | -------- | -------- | ------- |
| 2012     | SEA      | 18    | 0     | 0     | 0     | 0        | 0     | 0     | 0        | 2           | ---   | 109   | 25.0     | 25       | 0           | 11       | 0     | 0        | 28       | 1     | 0        | 11    | 11       | 3.96     | 1.44    |
| 2013     | SEA      | 58    | 0     | 0     | 0     | 0        | 3     | 3     | 0        | 9           | .500  | 270   | 59.0     | 73       | 12          | 23       | 4     | 2        | 66       | 5     | 0        | 37    | 36       | 5.49     | 1.63    |
| 2014     | MIA      | 17    | 0     | 0     | 0     | 0        | 0     | 0     | 0        | 1           | ---   | 86    | 20.1     | 19       | 1           | 5        | 0     | 2        | 25       | 2     | 0        | 9     | 9        | 3.98     | 1.18    |
| 2015     | MIA      | 30    | 0     | 0     | 0     | 0        | 1     | 0     | 0        | 11          | 1.000 | 118   | 31.0     | 18       | 2           | 7        | 0     | 2        | 58       | 2     | 0        | 5     | 4        | 1.16     | 0.81    |
| 2017     | SD       | 11    | 0     | 0     | 0     | 0        | 0     | 0     | 0        | 1           | ----  | 49    | 12.1     | 12       | 2           | 2        | 0     | 0        | 7        | 1     | 0        | 9     | 9        | 6.57     | 1.14    |
| MLB：5年 | MLB：5年 | 129   | 0     | 0     | 0     | 0        | 4     | 3     | 0        | 24          | .571  | 632   | 147.2    | 147      | 17          | 48       | 4     | 6        | 184      | 11    | 0        | 71    | 69       | 4.21     | 1.32    |

- 2017年度シーズン終了時

### 背番号
- 58 （2012年 - 2013年）
- 22 （2014年 - 2015年）
- 56 （2017年）